# Hans-Jörg Kuebart

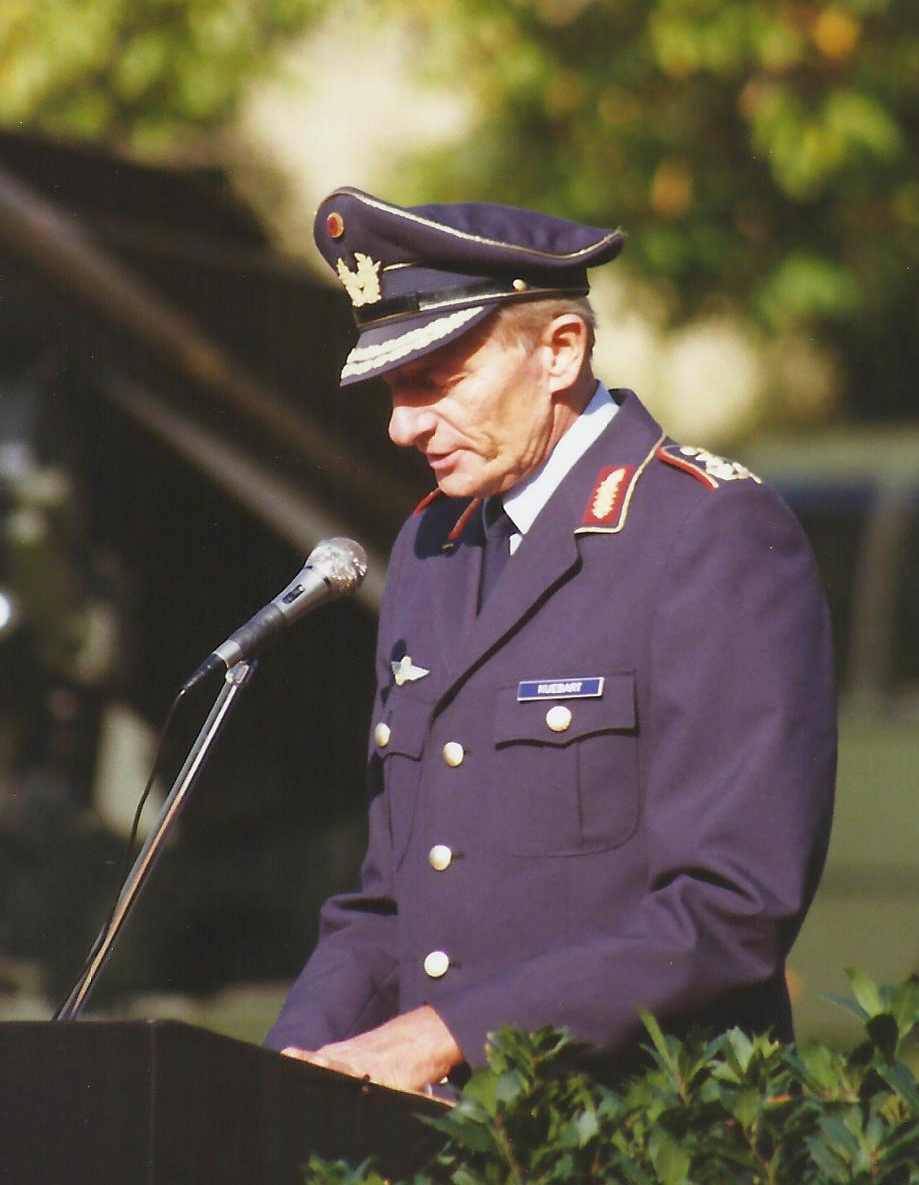
Generalleutnant Kuebart bei einer Rede am 25. September 1992 in Delmenhorst

Hans-Jörg Kuebart (* 2. September 1934 in Allenstein; † 14. Februar 2018 in Bad Honnef) war ein deutscher Generalleutnant der Luftwaffe der Bundeswehr. Von 1983 bis 1989 war er Kommandierender General des Luftflottenkommandos und von 1991 bis 1994 Inspekteur der Luftwaffe.

## Leben
Kuebart trat 1955 in den Bundesgrenzschutz ein, bevor er 1956 zur Bundeswehr (Heer) wechselte und dort eine Ausbildung zum Leutnant in der Panzertruppe absolvierte. 1957 wechselte er zur Luftwaffe und begann eine Flugzeugführerausbildung in Landsberg am Lech und Fürstenfeldbruck auf der North American T-6, der Republic F-84 und der Lockheed T-33.
Von 1958 bis 1964 war Kuebart Flugzeugführer und später auch Staffelkapitän beim Jagdbombergeschwader 33 in Büchel. Mittlerweile zum Hauptmann befördert, nahm er von 1964 bis 1966 am Generalstabslehrgang der Luftwaffe an der Führungsakademie der Bundeswehr teil. Als Major wurde Kuebart anschließend A3-Stabsoffizier im Kommando 3. Luftwaffendivision. Von 1968 bis 1972 war er Gruppenkommandeur der Fliegenden Gruppe und anschließend Kommodore des Jagdbombergeschwaders 34 „Allgäu“. In dieser Zeit erfolgte seine Beförderung zum Oberst. Von 1972 bis 1974 war Kuebart Abteilungsleiter beim Luftflottenkommando in der Kölner Luftwaffenkaserne Wahn. Ab 1977 war er als Militärattaché nach Madrid abkommandiert. Anschließend kehrte er als Referatsleiter im Führungsstab der Luftwaffe nach Deutschland zurück. 1979 wurde Kuebart zum Brigadegeneral ernannt und Militärattaché in London. Dies blieb er bis 1981. Danach war er bis 1983 Kommandeur der 4. Luftwaffendivision in Aurich im Dienstgrad eines Generalmajors. Nach seiner Beförderung zum Generalleutnant wurde er Kommandierender General des Luftflottenkommandos in Köln-Wahn. Von 1989 bis 1991 war er stellvertretender Befehlshaber und Chef des Stabes der Alliierten Luftstreitkräfte in Mitteleuropa.
Am 1. April 1991 wurde Kuebart vom damaligen Bundesminister der Verteidigung, Gerhard Stoltenberg, zum 9. Inspekteur der Luftwaffe ernannt. Diese Position nahm er bis zum 30. September 1994 wahr.
Von Dezember 1994 bis Mai 1998 war Kuebart stellvertretender Direktor des George C. Marshall Europäisches Zentrum für Sicherheitsstudien in Garmisch-Partenkirchen.

## Privates
Sein älterer Bruder Bernd Kuebart, ebenfalls Militärpilot, kam 1962 beim Flugunfall einer Starfighter-Formation in Nörvenich ums Leben.
Hans-Jörg Kuebart war verheiratet und hatte drei Söhne. Jan Kuebart ist ebenfalls Strahlflugzeugführer und zurzeit im Dienstgrad Generalmajor Amtschef des Luftfahrtamtes der Bundeswehr, Arnt Kuebart absolvierte seine Laufbahn in den Flugabwehrverbänden der Luftwaffe und ist seit Juli 2024 im Dienstgrad Brigadegeneral als Kommandeur Bodengebundene Verbände und im Luftwaffentruppenkommando eingesetzt. Hans-Jörg Kuebart wurde in Bad Honnef auf dem Neuen Friedhof beigesetzt.

## Auszeichnungen
- 1974: Verdienstkreuz am Bande des Verdienstordens der Bundesrepublik Deutschland
- 1977: Kreuz 1. Klasse des Königlich Spanischen Heeresverdienstordens in Weiß
- 1979: Verdienstkreuz 1. Klasse des Verdienstordens der Bundesrepublik Deutschland
- 1986: Großes Verdienstkreuz des Verdienstordens der Bundesrepublik Deutschland
- 1989: Ordre national du Mérite
- 1990: Ehrenkreuz der Bundeswehr in Gold
- 1993: Kommandeur der Ehrenlegion
- 1994: Legion of Merit
- 1999: The Destinguished Public Service Award